# یواس‌اس بارب (اس‌اس‌ان-۵۹۶)
یواس‌اس بارب (اس‌اس‌ان-۵۹۶) (به انگلیسی: USS Barb (SSN-596)) یک زیردریایی بود که طول آن ۲۷۸ فوت (۸۵ متر) بود. این زیردریایی در سال ۱۹۶۲ ساخته شد.